# Gymnocephalus acerina
Gymnocephalus acerina é uma espécie de peixe da família Percidae.
Pode ser encontrada nos seguintes países: Bielorrússia, Eslováquia, Hungria, Moldávia, Polónia, Rússia e Ucrânia.